# Sint Stevenshofje
Het Sint Stevenshofje of het Convent van Tetterode is een hofje aan de Haarlemmerstraat in de binnenstad van de Nederlandse stad Leiden.

## Geschiedenis
Het hofje in de buurt De Camp is in 1487 gesticht door de rijke brouwer Willem Aerntsz. van Tetrode en zijn vrouw Cristijn (of Christina) Arentsdr. Bruinen en vernoemd naar de patroonheilige van het Leidse brouwersgilde, Sint Steven. Met de opbrengsten van een stuk land ten zuidwesten van de stad, de Stevenshofjespolder, konden het onderhoud en de onkosten van de bewoners worden gewaarborgd. Dit land was door de familie Van Tetrode speciaal voor dit doeleinde aan het hofje geschonken. In 1777 is het hofje geheel vernieuwd. Het hofje staat sinds 1968 als rijksmonument ingeschreven in het monumentenregister.